# Øregård Gymnasium
Øregård Gymnasium er et gymnasium beliggende i Hellerup nord for København.

## Historie
Øregård Gymnasium blev grundlagt i 1903 af V. Plockross under navnet Plockross' Skole. I 1919 overtog Gentofte Kommune skolen, som i den forbindelse skiftede navn til Øregård Gymnasium, og i 1924 flyttede skolen ind i en ny hovedbygning på Gersonsvej tegnet af arkitekterne G.B. Hagen og Edvard Thomsen. Bygningen er i dag fredet.
Skolens historie er skildret i Helle Askgaards og Kamma Haugans bog Tidsbilleder 1903-2003. Øregård Samfundet er en forening for gamle elever. Formand er Claus Høeg Madsen.
- Skolens rektorer:
  - 1903-1910: V. Plockross
  - 1910-1912: Paul Branth
  - 1912-1927: Jens M. Krarup
  - 1927-1950: Herluf Møller
  - 1950-1972: Paul Rubinstein
  - 1972-1986: Tage Bülow-Hansen
  - 1986-2000: Lis Holck
  - 2001- : Pia Nyring

## Kendte studenter og realister
- 1911: Nils Svenningsen, cand. jur., direktør for udenrigsministeriet, diplomat
- 1912: Eiler Pontoppidan, overretssagfører og nazist
- 1913: Anders Hostrup-Pedersen, direktør og medejer af Georg Jensen Sølvsmedie A/S
- 1915: Ernst Theodor Christian Andreas von Freiesleben, officer og modstandsmand
- 1915: Erik Windfeld-Hansen, ingeniør
- 1916: Max Schmidt, retspsykiater
- 1918: Poul H. Mørck, arkitekt
- 1919: Erik Husfeldt, overkirurg, professor dr.med. og medlem af Danmarks Frihedsråd
- 1924: Aksel Schiøtz, operasanger
- 1927: Knud Sønderby, forfatter
- 1928: Henning Rohde, cand.jur., Det kongelige Teaters direktør og departementschef
- 1930: Emma Mc-Kinney Møller
- 1930: Mærsk Mc-Kinney Møller, erhvervsmand, skibsreder og ridder af Elefantordenen
- 1930: Eigil W. Thrane, embedsmand
- 1931: Grete Olsen, overlæge dr.med., første danske plastikkirurg, olympisk fægter
- 1931: Harald Ewertsen, læge
- 1931: Hans Jakob Flemming Freiesleben, officer
- 1933: Bjørn Ibsen, anæstesilæge
- 1933: H.P. Rohde, kunsthistoriker
- 1934: Jens Erik Brønnum Scavenius, ingeniør og direktør
- 1936: Tage Kampmann, seminarierektor
- 1936: Agnete Weis Bentzon, professor, dr.jur.
- 1939: Helge Nielsen, søofficer
- 1939: Arthur Schmiegelow, cand.polit. og Privatbankens direktør samt modstandsmand
- 1940: Jens Thorsen, ingeniør, direktør og modstandsmand
- 1941: Niels Thorsen, ingeniør, direktør og modstandsmand
- 1941: Flemming af Rosenborg, greve, oldebarn af Christian 9. samt Ridder af Elefantordenen og søofficer
- 1950: Erik Hansen, sprogforsker samt professor i dansk sprog ved Københavns Universitet og formand for Dansk Sprognævn
- 1953: Niels Christian Møller, ingeniør og direktør
- 1953: Hanne Raabyemagle, kunsthistoriker, mag.art.
- 1958: Gregers Algreen-Ussing, arkitekt
- 1958: Henrik baron Wedell-Wedellsborg, advokat
- 1962: Lennart Ricard, advokat (H) og formand for Statens Musikråd
- 1963: Per Soelberg Sørensen, professor dr.med. i neurologi på Københavns Universitet
- 1964: Kirsten Olstrup Seeger, journalist og forfatter
- 1964: Jesper Lundgren, cand. jur. og stifter af Lundgrens
- 1964: Carsten Seeger, lærer og præsident for KulturBornholm
- 1964: Frank Dahlgaard, cand.polit. lektor ved Niels Brock Handelsgymnasium samt politiker og tidligere MF
- 1964: Klaus Wegener, skuespiller
- 1966: J.K. Andersen, litteraturforsker
- 1973: Peter Fischer-Møller, biskop over Roskilde Stift
- 1981: Thomas Mørk, skuespiller
- 1983: Kathrine Lilleør, sognepræst
- 1984: Anja Philip, journalist og Forbrugerrådets forkvinde
- 1984: Ilia Swainson, sanger, skuespiller og coach
- 1984: Joakim Lilholt, Tandlægeforeningens direktør
- 1985: Thomas Rathsack, tidligere jægersoldat og forfatter
- 1986: H.M. Kong Frederik X
- 1986: H.K.H. Prins Joachim
- 1986: Marie Louise Flach de Neergaard, embedsmand
- 1987: Lykke Friis, tidl. klima- og energiminister (V); Københavns Universitets prorektor
- 1988: Rigmor Zobel, erhvervskvinde
- 1989: Marina af Rosenborg
- ca. 1990: Joachim Knop, skuespiller og operasanger
- ca. 1997: Cecilie Hother, tv-værtinde især ved TV2
- 1998: Sofie Lassen-Kahlke, skuespillerinde og jurist
- 1998: Julie Rugaard, sangerinde
- 2000: Birgitte Hjort Sørensen, skuespillerinde
- ca. 2001: Bjørn Sætterstrøm, roer
- 2002: Philippe Benjamin Skow, violinist og chefjurist
- 2003: Andreas Røpke, politiker (SF)
- 2015: Emili Sindlev, stylist og influencer
- Josefine Kofoed TV vært TV2 news og tidligere folketingskandidat (Kons)
- 2018: Elvira Pitzner, sanger og influencer
- 2023: H.K.H Prinsesse Isabella

- uden afsluttende eksamen: Ole Wanscher, møbelarkitekt og forfatter samt professor i møbel- og rumkunst ved Kunstakademiet 1955-73